# Butén
A butén, más néven butilén az alkének közé tartozó telítetlen szénhidrogén, képlete C4H8. A butén szó bármelyik izomert jelentheti. Színtelen gázok, a kőolajban kis mennyiségben előfordulnak, de onnan kinyerésük nem gazdaságos, ezért az olajfinomítás során hátramaradt hosszabb láncú szénhidrogének katalitikus krakkolásával állítják elő. A krakkolás során több termék keveréke keletkezik, ebből a butént frakcionált desztillációval nyerik ki.

## Izomerjei
A C4H8 összegképletű molekulák közül 4 izomer tartozik az alkének közé. Ezen szénhidrogének mindegyike négy szénatomból áll, és molekulájukban egy kettős kötés található, de kémiai szerkezetük eltérő. Ezen vegyületek IUPAC és trivilális nevei az alábbiak:
| Triviális név                    | IUPAC név        | Szerkezet | Szerkezeti képlet | 3D modell |
| -------------------------------- | ---------------- | --------- | ----------------- | --------- |
| α-butilén, 1- butén              | but-1-én         |           |                   |           |
| cisz-2-butén, cisz-β-butilén     | (2Z)-but-2-én    |           |                   |           |
| transz-2-butén, transz-β-butilén | (2E)-but-2-én    |           |                   |           |
| izobutilén, izobutén             | 2-metilprop-1-én |           |                   |           |

A fenti szerkezeti képletekben a kék számok a molekula vázát alkotó atomok helyzetszámai. Más C4H8 összegképletű vegyületek is léteznek, a ciklobután és a metilciklopropán, de ezek nem alkének és a butén elnevezés nem fedi le őket. Léteznek négy szénatomot tartalmazó gyűrűs alkének is, ilyenek a ciklobutén és a metilciklopropén két izomerje, de ezek összegképlete nem C4H8, így ebben a cikkben nincsenek tárgyalva.

## Tulajdonságai
Mind a négy izomer színtelen, jellegzetes szagú, rendkívül gyúlékony gáz, a hőmérséklet csökkentésével vagy a nyomás növelésével a butánhoz hasonlóan cseppfolyósíthatók. Bár kőolajban nem fordulnak elő nagy mennyiségben, kőolajpárlatból vagy a kőolaj katalitikus krakkolásával előállíthatók. Stabil vegyületek, azonban a szén-szén kettős kötés miatt a rokon – sok szempontból inertebb – alkánokhoz képest reakciókészségük nagyobb.
A kettős kötés miatt ezek a 4 szénatomos alkének monomerként szolgálhatnak polimerek előállításához, de petrolkémiai köztitermékként egyéb célokra is használják. Felhasználják műgumi előállítására. A but-1-én lineáris vagy normál alfa-olefin, az izobutilén ezzel szemben elágazó láncú alfa-olefin. Meglehetősen kis százalékban a but-1-ént – más alfa-olefinekkel együtt – a HDPE és lineáris LDPE gyártásának komonomerjeként használják. A butilkaucsukot izobutilén és mintegy 2-7% izoprén kationos polimerizációjával állítják elő. Felhasználják továbbá terc-butil-metil-éter (MTBE) és izooktán gyártásához is, mindkét vegyület javítja a benzin égését.

## Fordítás
Ez a szócikk részben vagy egészben  a   Butene című angol Wikipédia-szócikk ezen változatának fordításán alapul.  Az eredeti cikk szerkesztőit annak laptörténete sorolja fel. Ez a jelzés csupán a megfogalmazás eredetét és a szerzői jogokat jelzi, nem szolgál a cikkben szereplő információk forrásmegjelöléseként.